# Blue Moon (película)
Blue Moon es una película dramática de biografía de 2025, dirigida por Richard Linklater y escrita por Robert Kaplow. La película trata sobre los últimos años del compositor Lorenz Hart. Está protagonizada por Ethan Hawke como Hart, junto a Margaret Qualley, Bobby Cannavale y Andrew Scott.
La película tuvo su estreno mundial en  la 75º edición del Festival Internacional de Cine de Berlín el 18 de febrero de 2025; y tiene previsto su estreno en cines de Estados Unidos el 17 de octubre de 2025.

## Reparto
- Ethan Hawke como Lorenz "Larry" Hart
- Margaret Qualley como Elizabeth Weiland
- Bobby Cannavale como Eddie
- Andrew Scott como Richard Rodgers
- Jonah Lees como Morty "Knuckles" Rifkin
- Simon Delaney como Oscar Hammerstein II
- Cillian Sullivan como "Little Stevie"
- Patrick Kennedy como E. B. White
- John Doran como Weegee

## Producción
En junio de 2024, fue revelado el desarrollado de una película biopic sobre el compositor y letrista estadounidense, Lorenz Hart, escrito por Robert Kaplow y dirigido y producido por Richard Linklater junto a John Sloss. En el mismo mes, Ethan Hawke, Margaret Qualley, Bobby Cannavale y Andrew Scott fueron escogidos como el casting principal bajo la productora y distribuidora Sony Pictures Classics.
La fotografía principal se produjo desde julio a agosto de 2024, en la ciudad irlandesa de Dublín. El rodaje acabó un mes más tarde. Graham Reynolds fue elegido como el compositor de la banda sonora.

## Lanzamiento

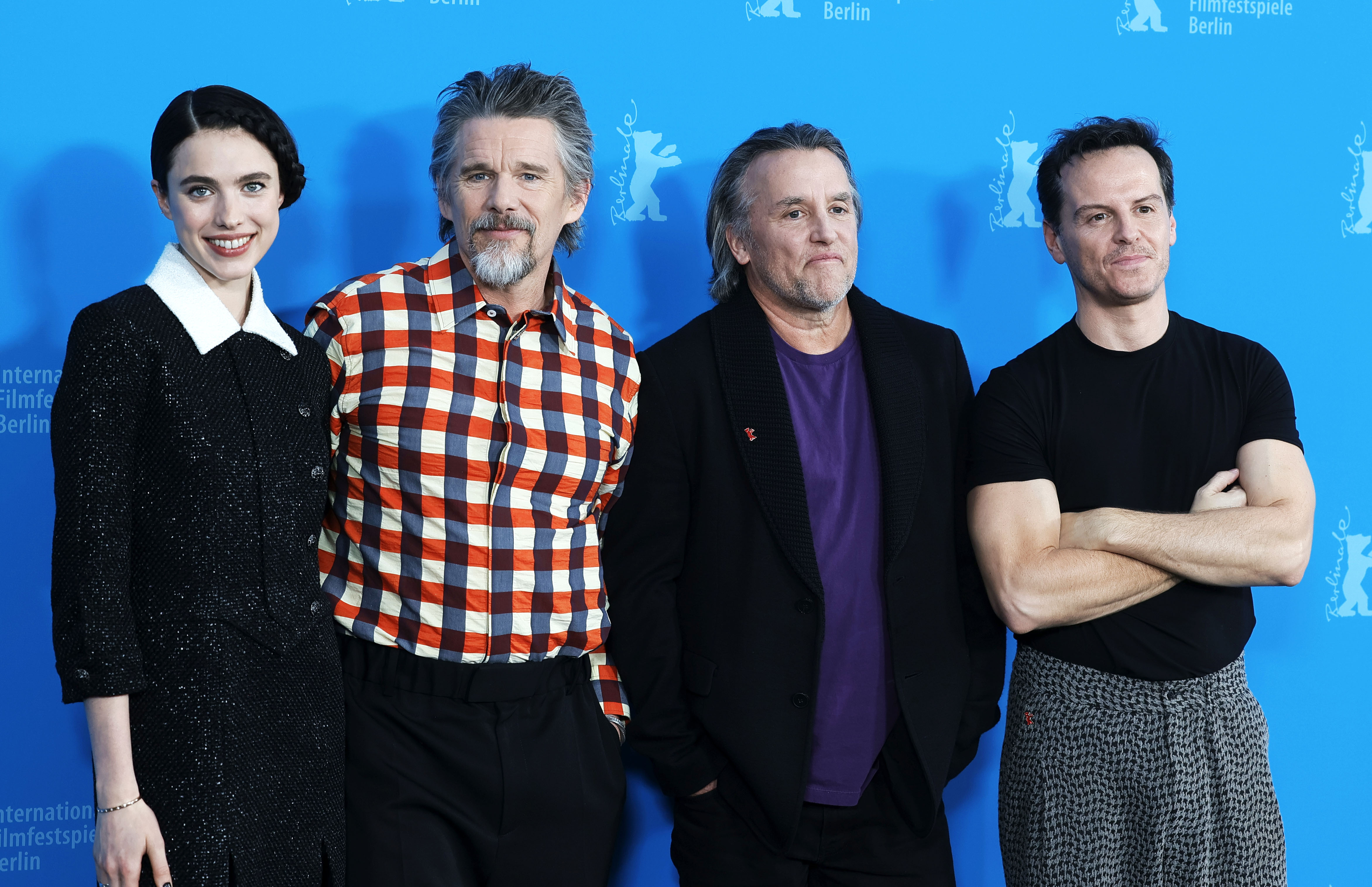
Qualley, Hawke, Linklater y Scott en Festival Internacional de Cine de Berlín de 2025.

Aunque inicialmente tenía prevista su estreno en mayo de 2025, tras su paso por el Festival Internacional de Cine de Berlín, finalmente tendrá un estreno limitado en cines de Estados Unidos el 17 de octubre de 2025, para una mayor expansión a partir del 24 de octubre.

## Recepción
En el agregador de reseñas, Rotten Tomatoes, la película obtuvo un 95% de puntación entre las 21 reseñas, con comentarios positivos y conseuados. En Metacritic, la película alcanzó un resultado de 76 sobre 100 basada en 11 críticas.

### Premios y nominaciones
| Premiación                         | Fecha                 | Categoría                                                | Nominado (s) | Resultado | Ref.   |
| ---------------------------------- | --------------------- | -------------------------------------------------------- | ------------ | --------- | ------ |
| Berlin International Film Festival | 23 de febrero de 2025 | Premio Oso de Oro                                        | Blue Moon    | Nominada  | [ 13 ] |
| Berlin International Film Festival | 23 de febrero de 2025 | Premio Oso de Plata a la mejor interpretación de reparto | Andrew Scott | Ganador   | [ 13 ] |